# Телефон-омар
«Телефон-омар» (англ. Lobster Telephone) — сюрреалістична скульптура, створена іспанським художником  Сальвадором Далі спільно з художником-сюрреалістом Едвардом Джеймсом в 1936 році.

## Опис
Композиція є звичайним телефоном, трубка якого виготовлена з гіпсу у вигляді муляжу омара. Далі з'єднав об'єкт живої природи з винаходом людства. Скульптура створена з «часткових об'єктів», які прагнуть об'єднатися один з одним, щоб утворити «бажану машину». Далі створив цей об'єкт з конкретною метою — поєднати «задню частину» омара з кінцем телефонної трубки. Скульптура є пародією і жартом, виражаючі протест Далі проти поклоніння техніці, засобам аудіокоммунікацій, які віддаляють людей один від одного.
За словами самого Далі «телефон — це засіб передачі новин», а «в майбутньому омари замінять телефони».
Композиція була представлена на першій Лондонській виставці сюрреалістичного мистецтва в 1936 році. Під час рекламної акції виставки Далі виступив з лекцією про вплив підсвідомості, надівши на себе водолазний костюм.
Скульптуру було виконано в п'яти примірниках. Один можна побачити на виставці «Всесвіт Далі» в Лондоні, другий в Музеї електрозв'язку у Франкфурті-на-Майні, третій належить Фонду Едварда Джеймса, четвертий — Національній галереї Австралії, а п'ятий виставлений в Ліверпулі в галереї Тейт.
Крім того, існує шість варіантів, виконаних в білому кольорі, один з яких виставлено в Музеї Сальвадора Далі в Сент-Пітерсбурзі (Флорида), а інший — в Центрі культури міста Belém (Португалія), і належить колекціонерові Джо Берардо. Ще один екземпляр можна побачити в Художній галереї Йоганнесбурга, (ПАР).
Розміри — 17×15×30 см. Скульптура входить до циклу робіт Далі під назвою «Параноя і війна» (англ. Paranoia and War).